# Дванадесетте цезари
De vita Caesarum (лат. За живота на Цезарите) по-известна като Дванадесетте цезари, е сбирка от 12 биографии на Юлий Цезар и първите 11 императори на Римската империя, написана от Светоний.
Творбата е написана през 121 г., по времето на управлението на император Адриан, вероятно най-известната творба на Светоний, който по това време е личен секретар на Адриан. Посветена е на приятел – преторианския префект Гай Септиций Клар.